# Judith Audu
Pour les articles homonymes, voir Audu.
Judith Emike Audu-Foght, professionnellement connue sous le nom de Judith Audu, est une productrice, réalisatrice, directrice de casting, actrice, présentatrice, et blogueuse nigériane de cinéma et de télévision. Elle est notamment connue pour ses productions cinématographiques, comme Just Not Married. En 2019, elle est classée parmi les 100 Nigérians les plus influents du cinéma nigérian.
Elle utilise également sa société de production pour intervenir sur des questions relatives à la violence sexuelle et sexiste. Cela a influencé la création de son film Not Right qui sensibilise à la violence domestique dans la société nigériane et encourage également les femmes à s'exprimer.

## Biographie
Audu est née à Navy Town, dans l'Ojo d’un père, Audu Ali Audu, membre du personnel de la marine, et d'une mère, Gift Salamat Audu, restauratrice. Elle est la deuxième enfant et la seule fille. Elle est originaire de la région d'Auchi, dans l'État d'Edo, au sud du Nigeria.
Audu fréquente la Navy Town Primary School, de 1988 à 1993, puis la Navy Town Secondary School de 1993 à 1999, où elle se spécialise dans les arts. Elle s' inscrit ensuite au Nigerian French Language Village, à Badagry, en 2001, et obtient un diplôme qui lui permet d'entrer à l'université de Lagos en 2002.
En 2005, Audu obtient une licence de français à l'université de Lagos. Après son service national pour la jeunesse (NYSC) dans l'État de Kebbi en 2006/2007, elle retourne à l'université de Lagos et s'inscrit à un cours de maîtrise en affaires publiques et internationales de 2008 à 2010.
Pendant ses études à l'université de Lagos, Audu rejoint une troupe de théâtre et participe à plusieurs productions théâtrales. C'est ainsi qu'Audu perfectionne ses talents d'actrice. En 2004, Judith Audu obtient son premier rôle sur le petit écran dans une série télévisée, One Love de Tajudeen Adepetu. La même année, Audu s'inscrit officiellement en tant qu'actrice auprès de l'Actor's Guild of Nigeria et commence à passer des auditions, ce qui lui permet de décrocher un rôle dans un film de Femi Ogedegbe intitulé Tears of the Ghetto (Life is beautiful). Puis elle reprend ses études, bien qu'elle participe à une série indépendante pour enfants, Funtime.
Pendant son service national de jeunesse obligatoire, elle est présentatrice et productrice d'une émission sur la télévision d'État de Kebbi intitulée French For Beginners (Le français pour les débutants) et directrice d'une troupe de théâtre.
En 2011, après avoir terminé son programme de maîtrise, Audu participe à une audition pour un rôle dans le feuilleton télévisé Tinsel et obtient le rôle d'une gynécologue. Elle a depuis fait partie de plusieurs séries télévisées. Judith Audu s’est également mariée le 1er juillet 2011.
En 2014, Audu produit son premier film, un court métrage sur la violence domestique intitulé Not Right, qui met en vedette Omowunmi Dada, Ani Iyoho, Philip Festus et Judith Audu.
En 2014, elle commence à animer une émission de radio sur une station de radio en ligne populaire, Igroove Radio, intitulée Meet the Actor With Judith Audu.
En mai 2016, Judith Audu produit et présente en avant-première son tout premier long métrage, sous la houlette de sa société de production, Judith Audu Productions. Le film est intitulé Just Not Married. Il fait l'objet de critiques élogieuses et se place en tête des classements des cinémas du Nigéria au cours des premières semaines de sa sortie. 
En tant qu'actrice et réalisatrice nigériane, elle décide d’apporter son soutien à  l'Haut Commissariat des Nations unies pour les réfugiés à partir de 2019. En 2019, elle figure également parmi les 100 Nigérians les plus influents du cinéma (YNAIJA 100 Most Influential Nigerians in Film).
Judith Audu est également une blogueuse passionnée.